# Бураков, Владимир Викторович
Влади́мир Ви́кторович Бурако́в (род. 6 мая 1985) — украинский легкоатлет, специалист по бегу на короткие дистанции. Выступал за сборную Украины по лёгкой атлетике в 2009—2016 годах, победитель и призёр первенств национального значения, гид Оксаны Ботурчук — серебряной призёрки летних Паралимпийских игр в Рио-де-Жанейро (2016). Мастер спорта Украины международного класса.

## Биография
Владимир Бураков родился 6 мая 1985 года. Происходит из спортивной семьи, его родители — известные спринтеры Виктор Бураков и Татьяна Буракова (Пророченко), чемпионы Олимпиады 1980 года в Москве.
Детство провёл в Киеве, окончил Национальный университет физического воспитания и спорта Украины, затем переехал тренироваться в Запорожье. Сначала проходил подготовку под руководством тренера своего отца Б. Н. Юшко, позже был подопечным К. М. Рурака.
Впервые заявил о себе на взрослом международном уровне в сезоне 2009 года, когда вошёл в состав украинской национальной сборной и выступил на командном чемпионате Европы в Лейрии, где занял шестое место в программе эстафеты 4 × 400 метров.
В 2010 году на командном чемпионате Европы в Бергене финишировал восьмым в беге на 400 метров и третьим в эстафете 4 × 400 метров. Стартовал в тех же дисциплинах на чемпионате Европы в Барселоне.
В 2011 году на командном чемпионате Европы в Стокгольме был девятым на дистанции 400 метров и шестым в эстафете 4 × 400 метров.
В 2012 году бежал эстафету на чемпионате мира в помещении в Стамбуле и на чемпионате Европы в Хельсинки.
В 2013 году показал четвёртый результат в беге на 400 метров на чемпионате Европы в помещении в Гётеборге, стал восьмым в эстафете на командном чемпионате Европы в Гейтсхеде, принимал участие в эстафетном забеге на чемпионате мира в Москве.
В 2014 году в эстафете 4 × 400 метров занял седьмое место на командном чемпионате Европы в Брауншвейге, выступил на чемпионате Европы в Цюрихе.
В 2015 году показал шестой результат в эстафете 4 × 400 метров на командном чемпионате Европы в Чебоксарах.
На чемпионате Европы 2016 года в Амстердаме стал шестым в эстафете 4 × 400 метров. Участвовал в летних Паралимпийских играх в Рио-де-Жанейро — в качестве гида вёл по дистанции слабовидящую украинскую легкоатлетку Оксану Ботурчук, выигравшую серебряные медали в дисциплинах 200 и 400 метров (T12).
За выдающиеся спортивные достижения удостоен почётного звания «Мастер спорта Украины международного класса» (2009).